# Videoteca

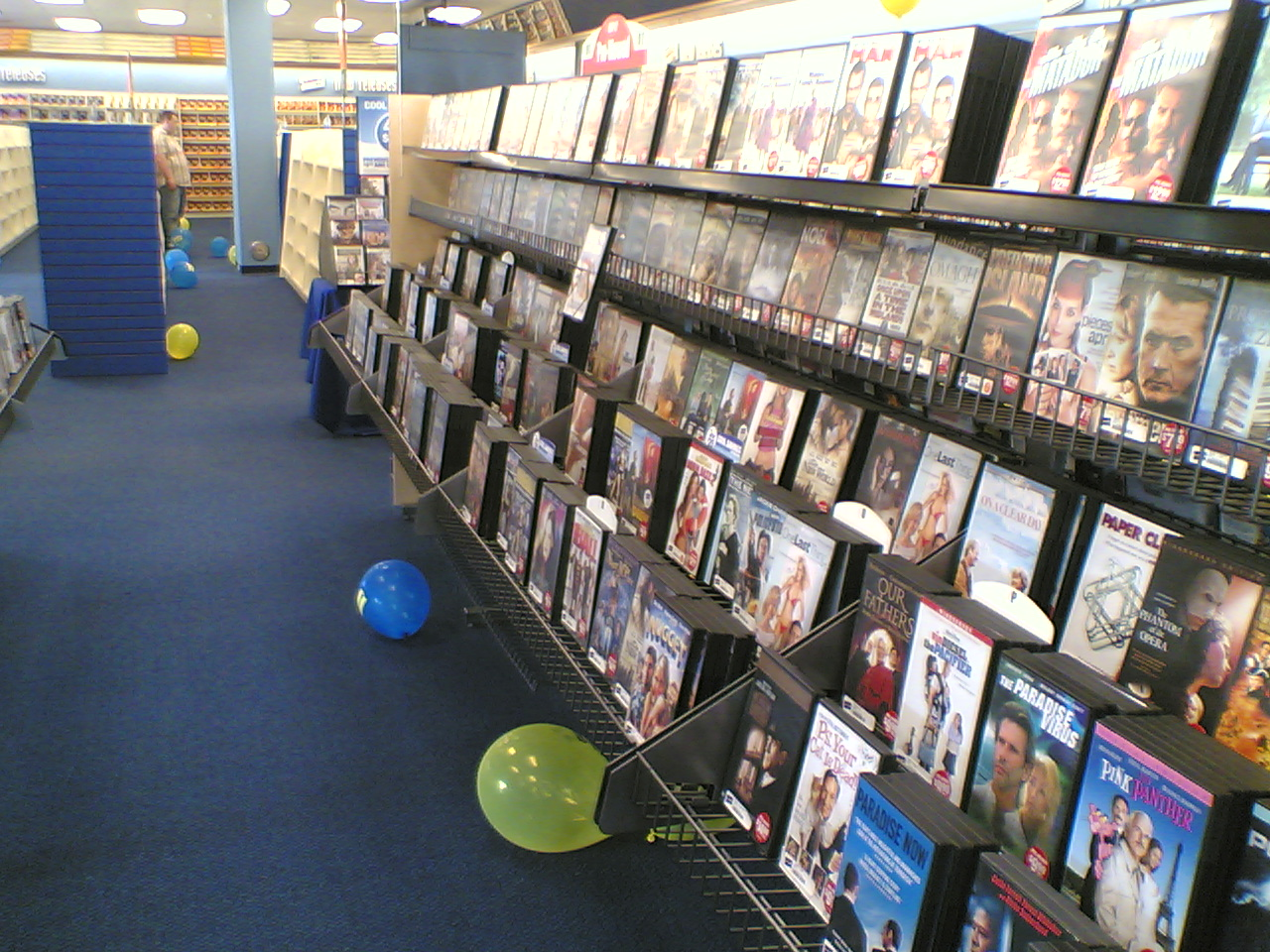
L'interno di una videoteca Blockbuster.

Una videoteca è una collezione ordinata di videocassette (o per estensione anche di supporti ottici) registrate nonché il luogo stesso in cui esse vengono conservate. Il concetto è analogo a quello di biblioteca, benché il termine sia maggiormente diffuso per indicare un esercizio commerciale che si occupa della vendita e/o del noleggio di VHS, DVD, Blu-ray Disc o Laserdisc. Spesso per indicare questo tipo di attività si usa anche il termine videonoleggio.

## Storia
Le prime videoteche nascono quando si diffondono rapidamente i videoregistratori e il supporto VHS, unitamente all'elevato costo di vendita dei film in videocassetta. Il noleggio infatti dà la possibilità di visionare il film, riducendo notevolmente i costi. A dare un'ulteriore spinta all'affermazione del mercato delle videoteche contribuì la pornografia, che grazie alle videoteche può essere consumata in modo più discreto, rispetto ai classici cinema a luci rosse. Pur specializzandosi sui prodotti per le famiglie, e rinunciando completamente ai prodotti pornografici, una delle più importanti realtà internazionali del settore home video è la Blockbuster. Fondata nel 1985 negli Stati Uniti, nel giro di pochi anni vengono aperte filiali della Blockbuster in tutto il mondo.
Col tempo, al fianco delle tradizionali videoteche, si affiancano nuovi tipi di negozi che si occupano della vendita o del noleggio di film. Dagli anni novanta per esempio, si diffonde la distribuzione automatica di VHS, ed in seguito di DVD, attraverso distributori automatici accessibili a qualunque orario tramite schede magnetiche o codici a barre, ed indipendentemente dall'orario di apertura dell'esercizio che li ha installati, che può non essere necessariamente una videoteca. Con la diffusione di internet nascono anche alcune videoteche online che recapitano i film a domicilio. Una forma di videoteca è rappresentata anche dai servizi di video on demand, messi a disposizione da alcune pay tv.
Dagli anni 2000 lo sviluppo di nuove forme di fruizione, fa calare notevolmente il giro di affari, al punto di arrivare a far parlare di una crisi del settore. Infatti dal 2007 al 2009 si registra la chiusura di oltre 1000 videoteche solo in Italia.
La causa di ciò viene spesso attribuita dai rappresentanti del settore alla
pirateria su Internet. Tuttavia diversi studi dimostrano che i fruitori di contenuti pirata sono anche tra i maggiori acquirenti di contenuti legali. Va inoltre considerato che il moltiplicarsi dei canali di fruizione dei contenuti video (streaming legale, grande distribuzione, Video on demand, film abbinati a riviste, canali satellitari e del digitale terrestre) contrae il modello del noleggio tradizionale.